# Wiprecht von Treskow
Wiprecht von Treskow (* 3. Juli 1935 in Neusalz, Niederschlesien) ist ein pensionierter deutscher Diplomat und Autor.

## Auswärtiger Dienst
Von Treskow wuchs nach dem Zweiten Weltkrieg in Dülken und Salem auf. Ab 1956 studierte er Rechtswissenschaften an der Rheinischen Friedrich-Wilhelms-Universität in Bonn und der Freien Universität Berlin und promovierte dort 1961 mit einer Arbeit mit dem Titel „Der Begriff der Debellatio“. Nach Besuch der Aus- und Fortbildungsstätte des Auswärtigen Amtes in Bonn-Ippendorf folgte von 1964 bis 1967 eine erste Auslandsverwendung als Kulturreferent im Generalkonsulat Mailand/Italien. Von 1967 bis 1970 war er als Vortragender Legationsrat in der Osteuropaabteilung des Auswärtigen Amtes in Bonn tätig. 1969/70 begleitete er die Verhandlung des Moskauer Vertrages, danach war er bis 1975 Kulturreferent in der Botschaft Warschau/Polen.
Es folgten drei Jahre als Wirtschaftsreferent in der Botschaft Tunis/Tunesien, von dort wechselte er in die Ständige Vertretung bei den Vereinten Nationen in Genf, wo er für die UN-Menschenrechtskommission zuständig war. 1981 kehrte er ins Auswärtige Amt in Bonn als stellvertretender Leiter der Abteilung „Osteuropa“ zurück; von 1984 bis 1985 folgte die Teilnahme an einem Lehrgang im „Centre for International Affairs“ der Harvard University.
Von 1986 bis 1988 war er ständiger Vertreter des Leiters der Botschaft Mexiko-Stadt/Mexiko; dann wurde er in Bonn Leiter des Wissenschaftsreferats in der Kulturabteilung des Auswärtigen Amts. Von 1994 bis 1997 war er Botschafter in Phnom Penh/Kambodscha und schließlich Generalkonsul in Toronto/Kanada. Seit 2000 ist er im Ruhestand.

## Privates
Von Treskow heiratete 1963 Irene von Abercron und ist in zweiter Ehe seit 1984 mit der Diplom-Übersetzerin Monika geb. Becher verheiratet. Er hat zwei Kinder. Nach seiner aktiven Karriere beschäftigte er sich mit Theologie, woraus das 2005 erschienene Buch „Ketzereien einer gottesfürchtigen Seele“ hervorging.

## Veröffentlichungen
- Beamtenmärchen. Nomos Verlag, Baden-Baden 1982, ISBN 978-3789008290 (unter dem Pseudonym „Jan von Treskow“).
- Die Ketzereien einer gottesfürchtigen Seele oder Die Schwarze Katze. Book-on-demand (Selbstverlag), 2005, ISBN 978-3863863319.[3]